# Botolph von Boston
Botolph von Boston (oft auch nur Botulph, in der angelsächsischen Chronik Botulf) war ein englischer Mönch des 7. Jahrhunderts. In der römisch-katholischen und den anglikanischen Kirchen wird er als Heiliger verehrt; sein Gedenktag ist der 17. Juni.

## Zeugnisse
Über Botolphs Leben ist nur wenig bekannt. Die angelsächsische Chronik berichtet, dass er 654 mit dem Bau eines Klosters in Icanho begann. Eine annähernd zeitgenössische Quelle stellt die Historia ecclesiastica gentis Anglorum des Beda Venerabilis dar. Beda berichtet hierin, dass sein Lehrer Ceolfrid nach East Anglia reiste, um sich von dem weithin für seine Gelehrsamkeit und Rechtschaffenheit gerühmten Botolph unterweisen zu lassen. Eine Vita Botolphs entstand erst im 11. Jahrhundert, rund 400 Jahre nach seinem Tod. Dieser von Folcard, Abt des Klosters Thorney, verfassten Schrift zufolge entstammte Botulph einer sächsischen Adelsfamilie. Gemeinsam mit seinem Bruder Adulph soll er von seinen christlichen Eltern zur klösterlichen Erziehung in ein Kloster auf dem europäischen Festland geschickt worden sein; Adulph sei auf dem Kontinent geblieben und schließlich zum Bischof von Utrecht geweiht worden. Botolph kehrte hingegen nach England zurück und konnte sich hier der Patronage Æthelmunds, eines Königs der Angeln, erfreuen. Æthelmund gestattete Botulph, in einer Einöde ein Kloster zu errichten. Um 680 soll Botulph verstorben sein.

## Botolphs Kloster

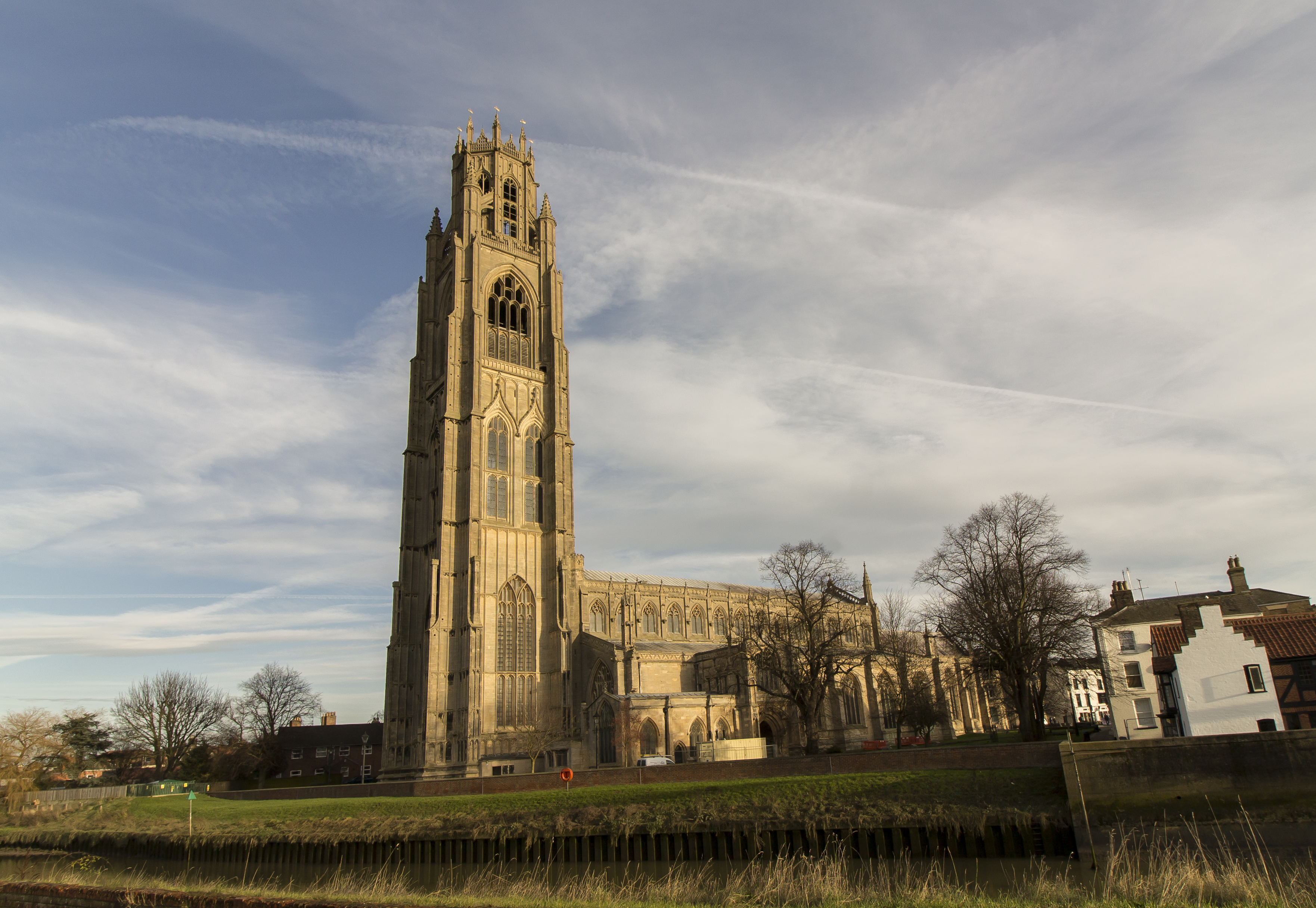
St Botolph in Boston, Lincolnshire, ist die bedeutendste aller dem Heiligen geweihten Kirchen.

Die genaue Lokalisierung von Botolphs Kloster ist umstritten; die Forschung geht heute mehrheitlich davon aus, dass sich Icanho (wörtlich „Ochseninsel“) an der Stelle des heutigen Dorfes Iken in der Grafschaft Suffolk befand. Bei Grabungen wurden dort im Jahr 1977 Reste einer frühmittelalterlichen Kirche freigelegt. Das Lexikon des Mittelalters gibt allerdings an, „vergleichsweise überzeugend“ sei die These, dass sich das Kloster im heutigen Dorf Hadstock in Essex befand. Schließlich nimmt auch die Stadt Boston in Lincolnshire für sich in Anspruch, der Ort der Klostergründung gewesen zu sein, denn der Ortsname Boston soll auf eine Verkürzung von Botolph’s town zurückgehen.

## Verehrung
Gegen Ende des 10. Jahrhunderts soll Æthelwold, Bischof von Winchester, die Gebeine Botulphs als Reliquien unter den Klöstern von Ely, Westminster und Thorney aufgeteilt haben. Zahlreiche mittelalterliche und neuzeitliche Kirchen Englands sind dem hl. Botolph geweiht, darunter die Pfarrkirche von Boston, die berühmte hochgotische St. Botolph’s Church. Weithin verehrt wurde Botolph im Mittelalter auch in Dänemark, Norwegen und Schweden infolge der in erheblichem Maße auch durch englische Missionare erfolgten Christianisierung Skandinaviens. Mittelalterliche Statuen oder (Glas-)Gemälde des Heiligen sind nicht bekannt.